# Минск-М
«Минск-М» (бел. «Мінск-М») — белорусский баскетбольный клуб из Минска, выступающий в Высшей лиге чемпионата Белоруссии. Является фарм-клубом БК «Минск» и базовой командой молодёжной сборной Белоруссии.

## История
Клуб был основан в 2006 году. До 2011 года выступал в Первой лиге чемпионата Белоруссии, дважды становился победителем этого турнира.
С 2011 года выступает в Высшей лиге чемпионата Белоруссии, становился бронзовым призёром в сезонах 2011/2012 и 2013/2014.
В 2007-2009 и 2012-2022 годах выступал в Европейской юношеской баскетбольной лиге (ЕЮБЛ) для игроков не старше 20 лет, стал победителем этого турнира в сезоне 2014/2015. В сезоне 2024/2025 клуб дебютировал в Единой молодёжной лиге ВТБ.

## Достижения
- Бронзовый призёр чемпионата Белоруссии: 2011/2012, 2013/2014.
- Победитель Первой лиги чемпионата Белоруссии: 2007/2008, 2009/2010.
- Чемпион ЕЮБЛ (U-20): 2014/2015.
- Серебряный призёр ЕЮБЛ (U-20): 2016/2017, 2018/2019.
- Бронзовый призёр ЕЮБЛ (U-20): 2015/2016, 2017/2018.

## Сезоны
| Сезон     | Название команды   | Национальный турнир  | Дивизион    | Место | Международный турнир                            | Место | Главный тренер      |
| --------- | ------------------ | -------------------- | ----------- | ----- | ----------------------------------------------- | ----- | ------------------- |
| 2006/2007 | Минск-2006-2-БГУ   | Чемпионат Белоруссии | Первая лига | 3     | н/у                                             | н/у   | Дмитрий Новицкий    |
| 2007/2008 | Минск-2006-2       | Чемпионат Белоруссии | Первая лига | 1     | Европейская юношеская баскетбольная лига (U-20) | 11    | ?                   |
| 2008/2009 | Минск-2006-2       | Чемпионат Белоруссии | Первая лига | 3     | Европейская юношеская баскетбольная лига (U-20) | 9     | ?                   |
| 2009/2010 | Минск-2006-2       | Чемпионат Белоруссии | Первая лига | 1     | н/у                                             | н/у   | Алексей Пынтиков    |
| 2010/2011 | Минск-2006-2       | Чемпионат Белоруссии | Первая лига | 5     | н/у                                             | н/у   | Александр Веренич   |
| 2011/2012 | Минск-2006-2       | Чемпионат Белоруссии | Высшая лига | 3     | н/у                                             | н/у   | Александр Веренич   |
| 2012/2013 | Цмоки-Минск-2      | Чемпионат Белоруссии | Высшая лига | 7     | Европейская юношеская баскетбольная лига (U-20) | 9     | Тадас Сточкус       |
| 2013/2014 | Цмоки-Минск-2      | Чемпионат Белоруссии | Высшая лига | 3     | Европейская юношеская баскетбольная лига (U-20) | 7     | Георгий Кондрусевич |
| 2014/2015 | Цмоки-Минск-2      | Чемпионат Белоруссии | Высшая лига | 4     | Европейская юношеская баскетбольная лига (U-20) | 1     | Георгий Кондрусевич |
| 2015/2016 | Цмоки-Минск-2      | Чемпионат Белоруссии | Высшая лига | 5     | Европейская юношеская баскетбольная лига (U-20) | 3     | Георгий Кондрусевич |
| 2016/2017 | Цмоки-Минск-2      | Чемпионат Белоруссии | Высшая лига | 5     | Европейская юношеская баскетбольная лига (U-20) | 2     | Георгий Кондрусевич |
| 2017/2018 | Цмоки-Минск-2      | Чемпионат Белоруссии | Высшая лига | 6     | Европейская юношеская баскетбольная лига (U-20) | 3     | Георгий Кондрусевич |
| 2018/2019 | Цмоки-Минск-2      | Чемпионат Белоруссии | Высшая лига | 6     | Европейская юношеская баскетбольная лига (U-20) | 2     | Георгий Кондрусевич |
| 2019/2020 | Цмоки-Минск-Молод. | Чемпионат Белоруссии | Высшая лига | 7     | Европейская юношеская баскетбольная лига (U-20) | —*    | Александр Подерачёв |
| 2020/2021 | Цмоки-Минск-Молод. | Чемпионат Белоруссии | Высшая лига | 6     | н/у                                             | н/у   | Дмитрий Колтунов    |
| 2021/2022 | Цмоки-Минск-Молод. | Чемпионат Белоруссии | Высшая лига | 8     | Европейская юношеская баскетбольная лига (U-20) | —**   | Дмитрий Колтунов    |
| 2022/2023 | Минск-Молод.       | Чемпионат Белоруссии | Высшая лига | 8     | н/у                                             | н/у   | Дмитрий Колтунов    |
| 2023/2024 | Минск-Молод.       | Чемпионат Белоруссии | Высшая лига | 7     | н/у                                             | н/у   | Дмитрий Колтунов    |
| 2024/2025 | Минск-М            | н/у                  | н/у         | н/у   | Единая молодёжная лига ВТБ                      | 7     | Дмитрий Колтунов    |

```
* — турнир не был завершён
** — снялся с турнира
```

## Призёры
- БК «Минск-2006-2» — бронзовый призёр чемпионата Белоруссии 2011/2012: Антон Вашкевич, Сергей Гончарёнок, Валентин Игнатчик, Антон Корнеенков, Владимир Крисевич, Ярослав Курапов, Лука Малахов, Артём Малявко, Александр Минаев, Ведран Накич, Павел Пронин, Рональдас Руткаускас, Александр Семенюк, Никита Софанюк, Артём Шаромет, Максим Шустов. Тренер – Александр Веренич.
- БК «Цмоки-Минск-2» — бронзовый призёр чемпионата Белоруссии 2013/2014: Евгений Белянков, Антон Вашкевич, Тимофей Евсиевич, Сергей Козлов, Антон Короткевич, Лука Малахов, Кирилл Михайлов, Никита Остапенко, Дмитрий Росликов, Роман Рубинштейн, Максим Сазонов, Никита Стасилевич, Владислав Хомченко, Кирилл Чумаков. Тренер – Георгий Кондрусевич.